# Hemphill (Teksas)
Hemphill – miasto w Stanach Zjednoczonych, w stanie Teksas, siedziba administracyjna hrabstwa Sabine.